# Fraccionamiento Bosque de los Encinos
Fraccionamiento Bosque de los Encinos är en ort i kommunen Ocoyoacac i delstaten Mexiko i Mexiko. Samhället hade 1 303 invånare vid folkräkningen år 2020.